# Tzimon Barto

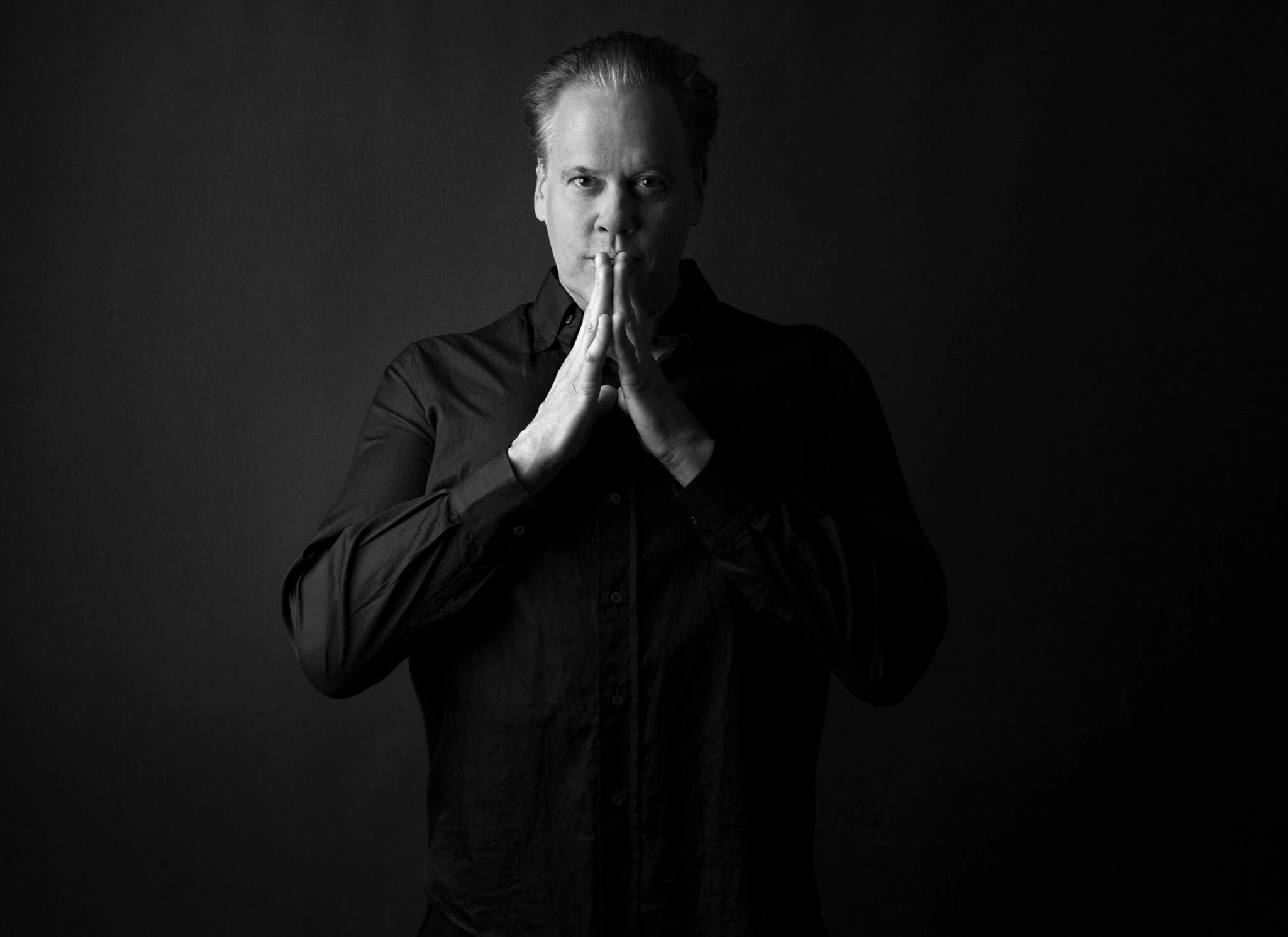
Tzimon Barto (2021)

Tzimon Barto (* 2. Januar 1963 in Eustis, Florida; Geburtsname Johnny Barto Smith) ist ein US-amerikanischer Konzertpianist, Dirigent und Autor.

## Leben
Barto wuchs in Eustis auf. Er begann bereits im Alter von fünf Jahren mit dem Klavierspiel unter der Anleitung seiner Großmutter. Seiner Großmutter schreibt Barto es auch zu, sein Interesse für die Oper geweckt zu haben. Um die Texte der Opern verstehen zu können, begann er, die Sprachen zu studieren, in denen sie geschrieben waren. Mit 14 Jahren lernte er Deutsch und Französisch. Heute spricht er fünf Sprachen fließend (Englisch, Deutsch, Französisch, Italienisch und Spanisch). Außerdem liest er Altgriechisch, Latein und Hebräisch. Barto studierte Klavier an der Juilliard School in New York bei Adele Marcus.
Barto lebt heute in Zentral-Florida.
Neben seiner Arbeit als Konzertpianist hat er gelegentlich auch dirigiert. So ist er mit Christoph Eschenbach in Konzerten aufgetreten, in denen Barto und Eschenbach abwechselnd die beiden Klavierkonzerte von Johannes Brahms spielten und dirigierten.
In neuerer Zeit ist er unter dem Namen Barto Smith auch als Schriftsteller und Verfasser von Gedichtzyklen tätig geworden. Dabei steht sein Projekt mit dem Namen The Stelae im Vordergrund. Dieses Werk soll nach seiner Fertigstellung aus 3367 Gedichten und Prosa-Segmenten bestehen, entsprechend der Anzahl der Vorkommnisse des Namens Gottes zusammen mit dem zugehörigen Verb in der dritten Person in der Bibel.
Zu diesem Gesamtwerk gehört auch sein erster Gedichtband mit dem Titel „A Lady Of Greek Origin“ (Eine Frau griechischer Herkunft), der 2001 im Radius Verlag in Stuttgart zweisprachig erschienen ist. Die deutsche Übersetzung des Textes ist von Christoph Eschenbach und Antje Landshoff-Ellermann. Das Werk erzählt die wahre Geschichte einer drogenabhängigen, schuldlos geschiedenen Frau, deren drei Kinder ertrunken sind. Das Stück schaffte es auch auf die Theaterbühne. Im Jahr 2003 wurde es in Frankfurt am Main mit Bettina  Kaminski als Lady uraufgeführt, Regie führte Sven-Eric Bechtolf und 2005 wurde es im Rahmen des Festivals KlangBogen Wien wiederaufgeführt (Regie: Reinhard Hinzpeter).
Eines seiner literarischen Vorbilder ist Ezra Pound.

## Werk
Diskographie
- J. S. Bach: The Well-Tempered Clavier, Book I, NAïVE
- Ives: Klaviersonate Nr. 2, CAPRICCIO
- Jean-Philippe Rameau, A Basket of Wild Strawberries, A Selection of keyboard Jewels, ONDINE ODE1067-2
- bei EMI:
  - Klavierkonzerte: Pfitzner, Rachmaninoff, Prokofieff, Bartók, Gershwin, Liszt, Karneval der Tiere/Saint-Saëns; Nächte in spanischen Gärten/de Falla, Brahms, Des canyons aux étoiles/Messiaen, Tschaikowsky, Chopin
  - Soloalben: Chopin, Liszt, Schumann, Encores, Ravel, Schubert, Haydn

Literatur
- The Stelae, ein zwölfteiliger Zyklus mit insgesamt 3367 Gedicht- und Prosa-Segmenten.
- Eine Frau griechischer Herkunft, 2001, als erster Teil von The Stelae veröffentlicht. Als Bühnenversion 2003 in Frankfurt und 2005 in Wien (ur-)aufgeführt.
- Dot – Eine lyrische Szene, 2011 in deutscher Übersetzung erschienen.[1]